# Powiat bieszczadzki (województwo rzeszowskie)
Powiat bieszczadzki – dawny powiat ze stolicą w Lesku, istniejący w latach 1972–1975 w woj. rzeszowskim. Obszar dawnego powiatu odpowiada dzisiejszym powiatom leskiemu, bieszczadzkiemu i sanockiemu w woj. podkarpackim. Był to największy powiat w Polsce.

## Utworzenie powiatu (1972)
Przygotowania do reformy administracyjnej (1975), wprowadzającej w PRL 49 województw, skutkowały utworzeniem 1 listopada 1972 roku eksperymentalnego powiatu bieszczadzkiego. Był to największy powiat w Polsce o powierzchni 2909 km². Siedzibą powiatu, mimo protestów większych Ustrzyk Dolnych, zostało Lesko. Utworzenie powiatu bieszczadzkiego motywowano celem stworzenia właściwych warunków dla dalszego rozwoju gospodarczego całego regionu bieszczadzkiego ze szczególnym uwzględnieniem potrzeb stale rozwijającej się turystyki oraz celem lepszego zaspokajania potrzeb gospodarczych socjalno-kulturalnych zamieszkałej tam ludności.
Według stanu z 1971 roku powiat liczył łącznie 60,216 mieszkańców (w tym 8780 mieszkańców w miastach) i został złożony z następujących powiatów):
- z powiatu ustrzyckiego w całości (12,169 mieszk., w  tym 7118 w gromadach)[4]:
  - miasto Ustrzyki Dolne (5051 mieszk.),
  - gromada Czarna (1064 mieszk.) – Bystre (33), Chrewt (21), Czarna Dolna (172), Czarna Górna (353), Lipie (98), Michniowiec (83), Paniszczów (0), Polana (134), Rabe (103), Rosochate (0), Rosolin (0), Serednie Małe (0), Sokołowa Wola (4), Tworylne (1), Wydrne (0) i Żłobek (62),
  - gromada Jasień (1399 mieszk.) – Bandrów Kolonia (0), Bandrów Narodowy (297), Brzegi Dolne (268), Dźwiniacz Dolny (105), Hoszowczyk (60), Hoszów (159), Jałowe (100), Jasień (115), Łodyna (204), Moczary (54), Wola Romanowa (3) i Zadwórze (34),
  - gromada Krościenko (416 mieszk.) – Krościenko (268), Liskowate (148), Stebnik (0), Steinfels (0), Wolica (0) i Wyżne (0),
  - gromada Lutowiska (1119 mieszk.) – Beniowa (0), Bukowiec (0), Brzegi Górne (6), Caryńskie (4), Chmiel (49), Dydiowa (0), Dwernik (135), Dźwiniacz Górny (41), Hulskie (8), Krywe (0), Krywka (0), Lutowiska (224), Łokieć (0), Nasiczne (44), Procisne (35), Ruskie (0), Sianki (0), Skorodne (9), Smolnik (95), Sokoliki (0), Stuposiany (38), Tarnawa Niżna (0), Tarnawa Wyżna (0), Ustrzyki Górne (200), Wołosate (48), Zatwarnica (180) i Żurawin (3),
  - gromada Łobozew (429 mieszk.) – Daszówka (22), Łobozew Dolny (161), Łobozew Górny (133), Sokole (2), Teleśnica Oszwarowa (111) i Teleśnica Sanna (0),
  - gromada Ropienka (689 mieszk.) – Ropienka (451), Stańkowa (164) i Zawadka (74),
  - gromada Ustjanowa (791 mieszk.) – Równia (252), Strwiążek (58), Ustjanowa Dolna (135) i Ustjanowa Górna (346),
  - gromada Wańkowa (541 mieszk.) – Brelików (128), Leszczowate (55), Paszowa (122), Serednica (39) i Wańkowa (197),
  - gromada Wojtkowa (670 mieszk.) – Arłamów (11), Grąziowa (28), Jamna Dolna (0), Jamna Górna (0), Jureczkowa (129), Kwaszenina (42), Nowosielce Kozickie (128), Trójca (3), Trzcianiec (63), Wojtkowa (135) i Wojtkówka (131);

- z powiatu leskiego w całości (25,106 mieszk., w  tym 21,377 w gromadach)[5]:
  - miasto Lesko (3729 mieszk.),
  - gromada Baligród (2297 mieszk.) – Baligród (1178), Bystre (13), Cisowiec (89), Huczwice (0), Jabłonki (136), Kielczawa (60), Kołonice (1), Łubne (52), Mchawa (424), Rabe (13), Roztoki Dolne (149) i Stężnica (182),
  - gromada Cisna (1732 mieszk.) – Buk (44), Cisna (332), Dołżyca (121), Habkowce (15), Jaworzec (0), Kalnica (129), Krzywe (56), Liszna (211), Łopienka (0), Łuh (0) Przysłup (84), Smerek (111), Solinka (53), Strzebowiska (44), Wetlina (388), Zawój (0) i Żubracze (144),
  - gromada Hoczew (2455 mieszk.) – Bachlawa (142), Dziurdziów (206), Hoczew (614), Nowosiółki (304), Średnia Wieś (851), Zahoczewie (272), Żerdenka (45), Żernica Niżna (0) i Żernica Wyżna (21),
  - gromada Lesko (1943 mieszk.) – Glinne (365), Huzele (448), Jankowce (399), Łączki (70), Posada Leska (255), Postołów (162), Weremień (157), Wola Postołowa (87) i Zasanie (0),
  - gromada Łukawica (1475 mieszk.) – Bezmiechowa Dolna (459), Bezmiechowa Górna (252), Łukawica (361) i Manasterzec (403),
  - gromada Łukowe (870 mieszk.) – Choceń (0), Kalnica (90), Kamionki (0), Łukowe (536), Sukowate (0) i Średnie Wielkie (244),
  - gromada Myczków (1024 mieszk.) – Berezka (303), Myczków (402), Polańczyk (184), Solina (0) i Wola Matiaszowa (135),
  - gromada Olszanica (2096 mieszk.) – Olszanica (1223), Rudenka (232) i Stefkowa (550),
  - gromada Tarnawa Górna (2746 mieszk.) – Brzozowiec (96), Czaszyn (1015), Olchowa (277), Tarnawa Dolna (720) i Tarnawa Górna (638),
  - gromada Uherce Mineralne (2967 mieszk.) – Bereżnica Niżna (0), Bóbrka (449), Myczkowce (448), Orelec (353), Uherce Mineralne (1063), Zabrodzie (339) i Zwierzyń (315),
  - gromada Wołkowyja (1772 mieszk.) – Bereżnica Wyżna (241), Bukowiec (254), Górzanka (219), Horodek (0), Polanki (15), Radziejowa (0), Rajskie (23), Rybne (180), Sakowczyk (44), Studenne (0), Terka (155), Tyskowa (0), Werlas (117), Wola Górzańska (40),  Wołkowyja (310) i Zawóz (174);

- z większej części powiatu sanockiego (26,670 mieszk.)[6]:
  - gromada Bukowsko (2302 mieszk.) – Bukowsko (1489), Kamienne (25), Tokarnia (134), Wola Piotrowa (160), Wolica (293) i Zboiska (201),
  - gromada Jurowce (4585 mieszk.[7]) – Czerteż (301), Falejówka (663), Jurowce (298), Kostarowce (638), Raczkowa (474), Srogów Dolny (282), Srogów Górny (458), Strachocina (1207) i Zabłotce (264),
  - gromada Komańcza (2525 mieszk.) – Balnica (30), Czystohorb (186), Dołżyca (109), Duszatyn (53), Jawornik (21), Komańcza (780), Maniów (72), Mików (109), Nowy Łupków (218), Osławica (22), Prełuki (18), Radoszyce (178), Smolnik (256), Szczerbanówka (0), Wisłok Wielki (373), Wola Michowa (100) i Zubeńsko (0),
  - gromada Markowce (2973 mieszk.[8]) – Dudyńce (178), Jędruszkowce (211), Markowce (268), Pisarowce (713), Pobiedno (538), Prusiek (586) i Sanoczek (479),
  - gromada Mrzygłód (2236 mieszk.) – Dębna (314), Dobra (359), Hłomcza (275), Łodzina (230), Międzybrodzie (116), Mrzygłód (550) i Tyrawa Solna (392),
  - gromada Niebieszczany (3445 mieszk.) – Bełchówka (0), Morochów (254), Niebieszczany (1991), Poraż (1186), Ratnawica (14) i Zawadka Morochowska (0),
  - gromada Nowotaniec (1408 mieszk.) – Nadolany (552), Nagórzany (282), Nowotaniec (355) i Wola Sękowa (219),
  - gromada Olchowce (2730 mieszk.[9]) – Bykowce (558), Liszna (389), Płowce (234), Stróże Małe (145), Stróże Wielkie (55), Trepcza (705), Wujskie (318) i Załuż (326),
  - gromada Szczawne (2605 mieszk.) – Karlików (66), Kulaszne (277), Mokre (478), Płonna (44), Przybyszów (0), Rzepedź (1039), Szczawne (192), Turzańsk (399) i Wysoczany (110),
  - gromada Tyrawa Wołoska (1861 mieszk.) – Hołuczków (229), Kreców (35), Lachawa (0), Rakowa (264), Rozpucie (430), Siemuszowa (231), Tyrawa Wołoska (655) i Wola Krecowa (17).

Pozostałe jednostki powiatu sanockiego włączono do:
- powiatu krośnieńskiego – miasto Rymanów oraz gromady Besko, Jaćmierz, Jaśliska, Nowosielce[10], Posada Górna, Sieniawa, Wróblik Szlachecki i Zarszyn;
- powiatu brzozowskiego – tylko wsie Lalin i Pakoszówka z gromady Jurowce, które włączono do gromady Grabownica Starzeńska.

Miasto Sanok nie weszło w skład powiatu bieszczadzkiego, lecz utworzono z niego powiat miejski. Włączono do niego równocześnie ze zniesionego powiatu sanockiego:
- osiedle Zagórz (obejmujące od 31 grudnia 1959 miejscowości Dolina, Wielopole, Zagórz i Zasław),
- wsie  Olchowce i Zahutyń z gromady Olchowce.

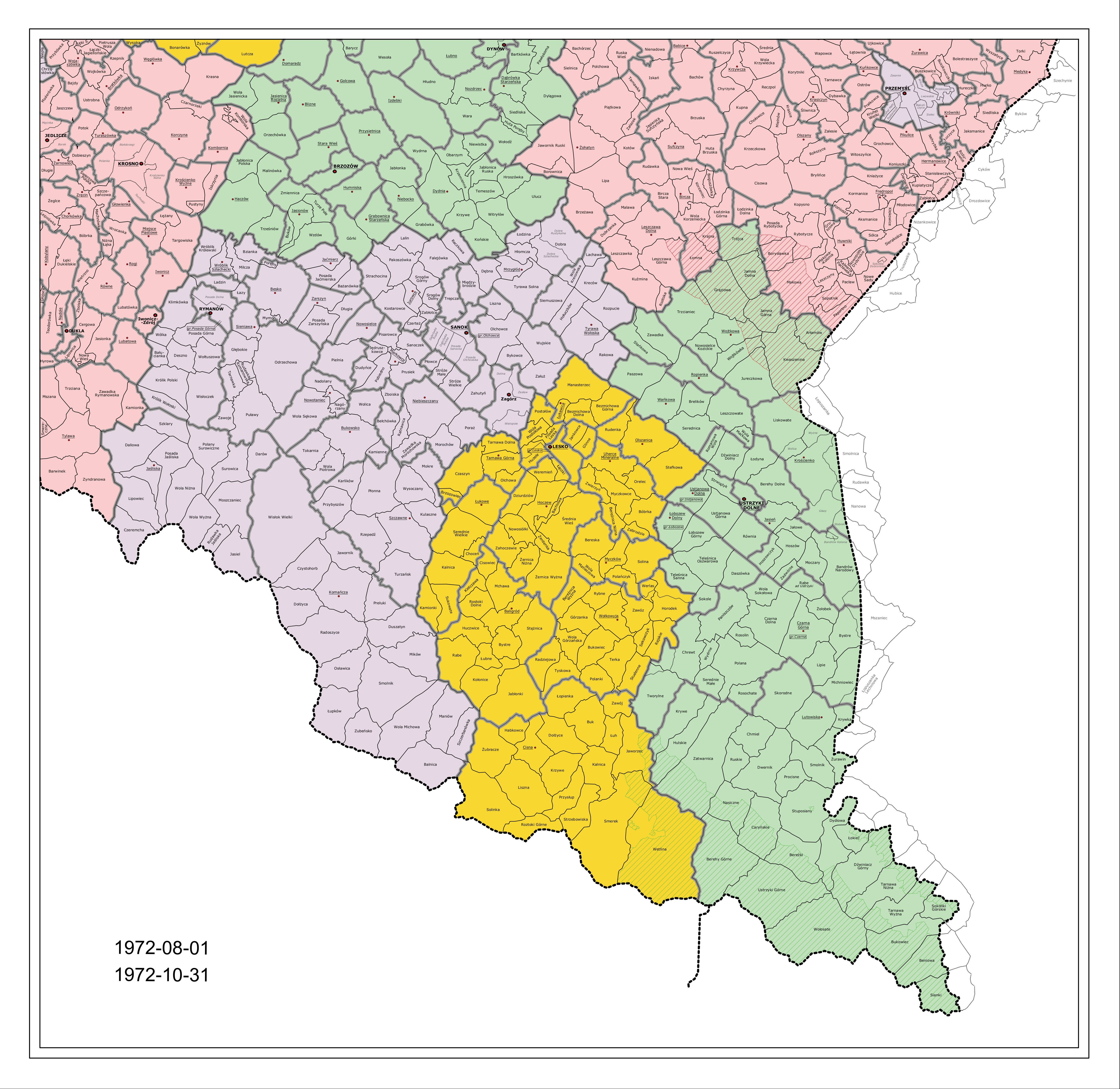
Stan administracyjny w przeddzień utworzenia powiatu bieszczadzkiego, 1972-10-31 (kolor fioletowy: powiat sanocki, kolor żółty: powiat leski, kolor seledynowy: powiat ustrzycki)
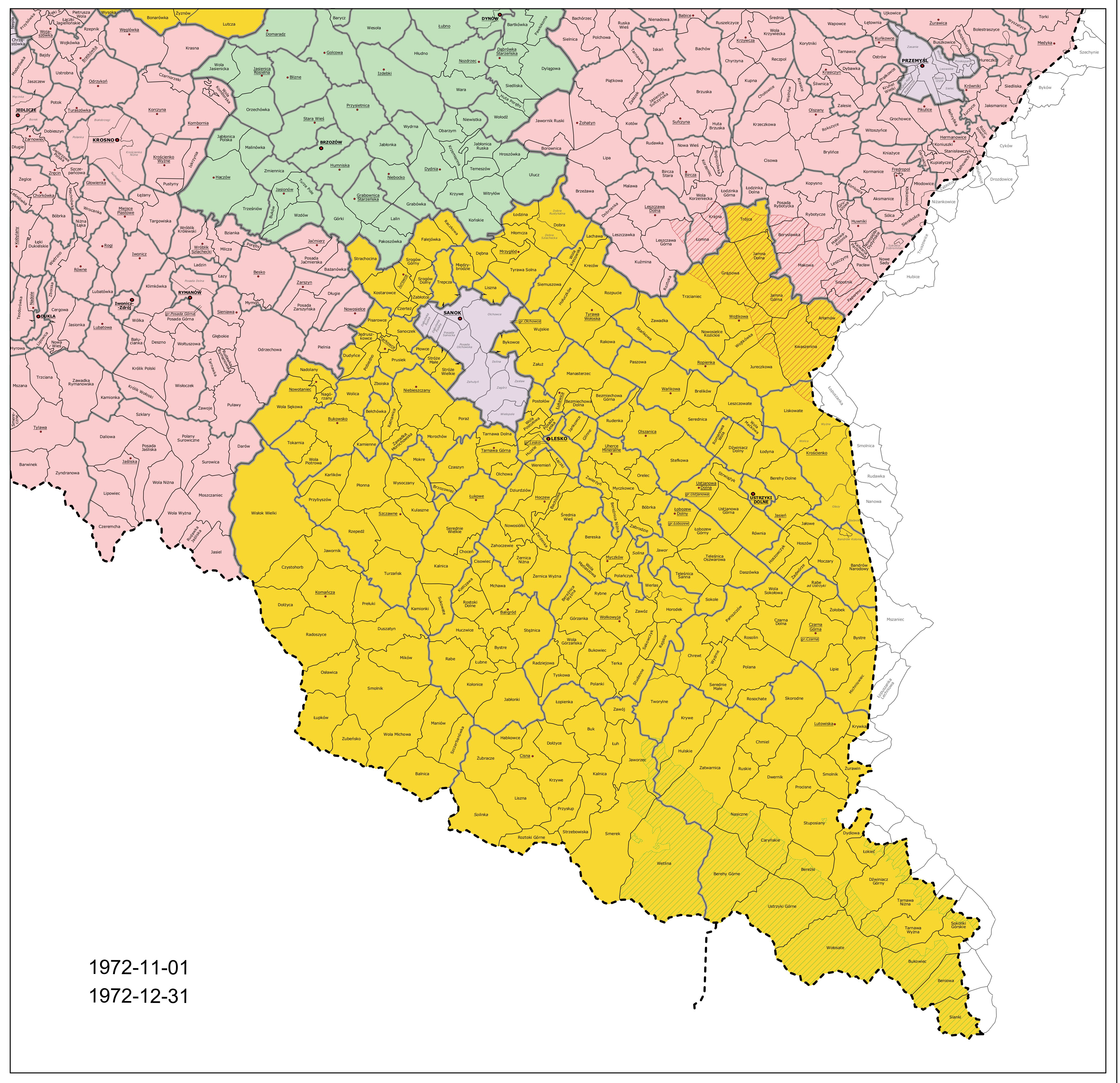
Podział administracyjny powiatu bieszczadzkiego (kolor żółty) w okresie od 1972-11-01 do 1972-12-31 (od utworzenia powiatu do ostatniego dnia funkcjonowania gromad)
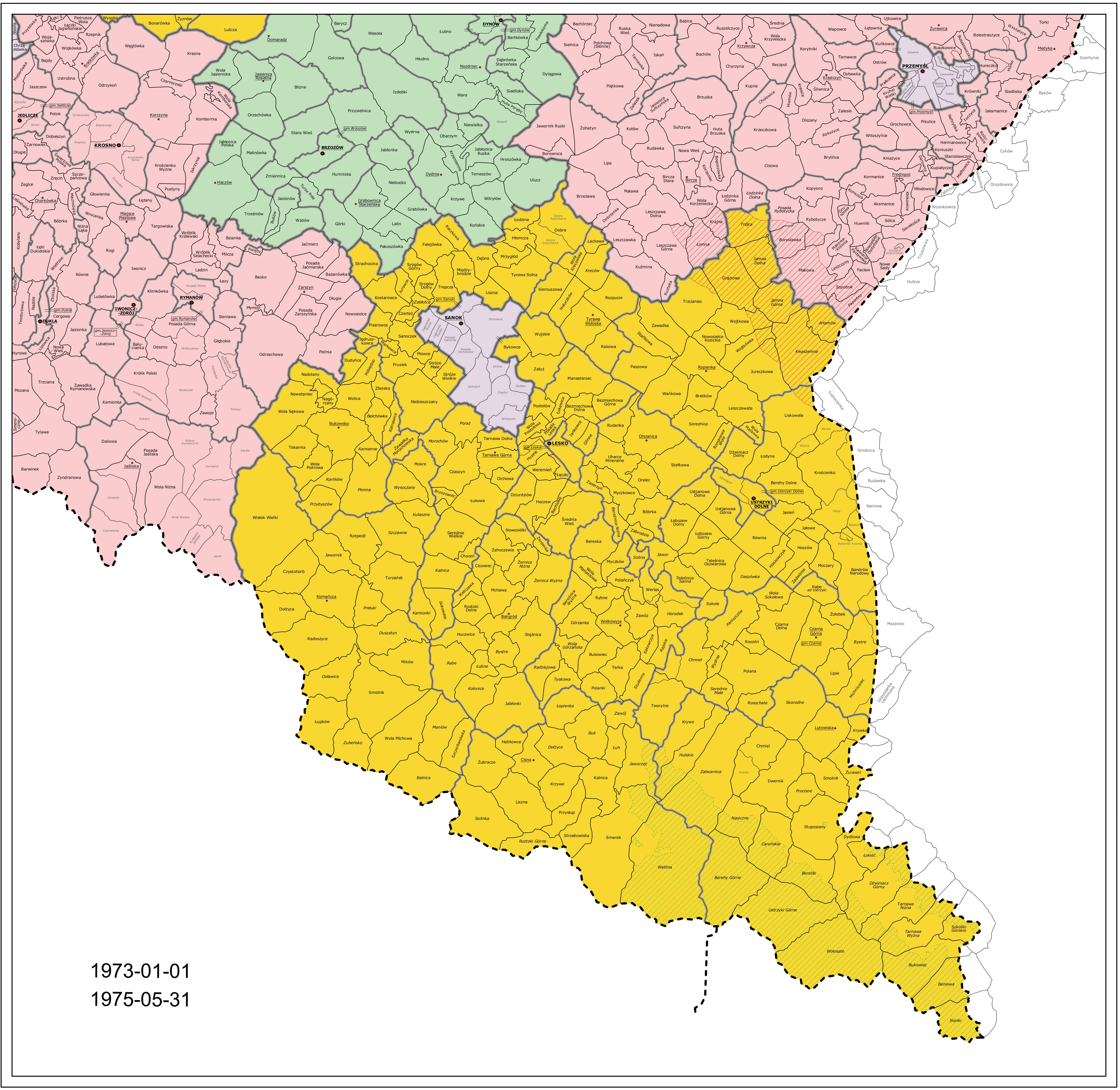
Podział administracyjny powiatu bieszczadzkiego (kolor żółty) w okresie od 1973-01-01 do 1975-05-31 (od reaktywowania gmin do zniesienia powiatu)

## Gminy w miejsce gromad (1973)
Zaledwie dwa miesiące po utworzeniu powiatu nastąpiła likwidacja gromad i osiedli, a w ich miejsce utworzono gminy jako podstawowe jednostki podziału administracyjno-gospodarczego na terenach wiejskich. Skład powiatu bieszczadzkiego przekształcono w następujący sposób:
- 2 miasta: Lesko
  - Lesko;
  - Ustrzyki Dolne –
    - z włączonym do nich Strwiążkiem i częścią Ustjanowej Górnej o łącznej powierzchni 280 ha[14];
- 14 gmin:
  - Baligród –
    - 9 sołectw: Baligród, Cisowiec, Kielczawa, Mchawa, Nowosiółki, Roztoki Dolne, Stężnica, Zahoczewie i Żerdenka,
    - 8 obrębów ewidencyjnych: Bystre, Huczwice, Jabłonki, Kołonice, Łubne, Rabe, Żernica Niżna i Żernica Wyżna;

  - Bukowsko –
    - 11 sołectw: Bukowsko, Dudyńce, Nadolany, Nagórzany, Nowotaniec, Pobiedno, Tokarnia, Wola Piotrowa, Wola Sękowa, Wolica i Zboiska,
    - 6 obrębów ewidencyjnych: Bełchówka, Kamienne, Karlików, Płonna, Przybyszów i Ratnawica;

  - Cisna –
    - 7 sołectw: Cisna, Kalnica, Liszna, Przysłup, Smerek, Wetlina i Żubracze,
    - 11 obrębów ewidencyjnych: Buk, Dołżyca,  Habkowce, Jaworzec, Krzywe, Łopienka, Ług, Roztoki Górne, Solinka, Strzebowiska i Zawój;

  - Czarna –
    - 7 sołectw: Czarna Dolna, Czarna Górna, Lipie, Michniowiec, Polana, Rabe i Żłobek,
    - 9 obrębów ewidencyjnych: Bystre, Chrewt, Paniszczów, Rosochate, Rosolin, Serednie Małe, Sokołowa Wola, Tworylne i Wydrne;

  - Komańcza –
    - 12 sołectw: Czystogarb, Dołżyca, Komańcza, Łupków, Mików, Mokre, Radoszyce, Rzepedź, Smolnik, Turzańsk, Wisłok Wielki i Wola Michowa,
    - 11 obrębów ewidencyjnych: Balnica, Duszatyn, Jawornik, Kulaszne,  Maniów, Osławica, Prełuki, Szczawne, Szczerbanówka, Wysoczany i Zubeńsko;

  - Lesko –
    - 16 sołectw:  Bachlawa, Bezmiechowa Dolna, Bezmiechowa Górna, Dziurdziów, Glinne, Hoczew, Huzele, Jankowce, Łączki, Łukawica, Manasterzec, Posada Leska,  Postołów, Średnia Wieś, Weremień i Wola Postołowa,
    - 0 obrębów ewidencyjnych;

  - Lutowiska –
    - 4 sołectwa: Chmiel, Dwernik, Lutowiska i Stuposiany,
    - 23 obręby ewidencyjne: Beniowa, Berehy Górne, Bereżki, Bukowiec, Caryńskie, Dydiowa, Dźwiniacz Górny, Hulskie, Krywe, Krywka, Łokieć, Nasiczne, Procisne, Sianki, Skorodne, Smolnik, Sokoliki Górskie, Tarnawa Niżna, Tarnawa Wyżna, Ustrzyki Górne, Wołosate, Zatwarnica i Żurawin;

  - Olszanica –
    - 11 sołectw: Bóbrka, Myczkowce, Olszanica, Orelec, Rudenka, Stefkowa, Uherce Mineralne, Zabrodzie i Zwierzyń,
    - 3 obręby geodezyjne: Bereźnica Niżna i Solina;

  - Ropienka –
    - 13 sołectw: Brelików, Jureczkowa, Leszczowate, Nowosielce Kozickie, Paszowa, Ropienka, Stańkowa, Trzcianiec, Wańkowa, Wojtkowa, Wojtkówka, Wola Maćkowa i Zawadka,
    - 8 obrębów geodezyjnych: Arłamów, Grąziowa, Jamna Dolna, Jamna Górna, Kwaszenina, Serednica, Trójca i Wola Romanowa;

  - Sanok –
    - 29 sołectw: Bykowce, Czerteż, Dębna, Dobra, Falejówka, Hłomcza, Jędruszkowce, Jurowce, Kostarowce, Liszna, Łodzina, Markowce, Międzybrodzie, Mrzygłód, Niebieszczany,  Pisarowce, Płowce, Prusiek, Raczkowa, Sanoczek, Srogów Dolny, Srogów Górny, Strachocina, Stróże Małe, Trepcza, Tyrawa Solna, Wujskie i Załuż,
    - 2 obręby ewidencyjne: Stróże Wielkie i  Zabłotce;

  - Tarnawa Górna –
    - 6 sołectw: Czaszyn, Łukowe, Olchowa, Średnie Wielkie, Tarnawa Dolna i Tarnawa Górna,
    - 8 obrębów geodezyjnych: Brzozowiec, Choceń, Kalnica, Kamionki, Morochów, Poraż, Sukowate i Zawadka Morochowska;

  - Tyrawa Wołoska –
    - 5 sołectw: Hołuczków, Rakowa, Rozpucie, Siemuszowa i Tyrawa Wołoska,
    - 3 obręby ewidencyjne: Kreców, Lachawa i Wola Krecowska;

  - Ustrzyki Dolne –
    - 22 sołectwa: Bandrów Narodowy, Brzegi Dolne, Dźwiniacz Dolny, Hoszowczyk, Hoszów, Jałowe, Jasień, Krościenko, Liskowate, Łobozew Dolny, Łobozew Górny, Łodyna, Moczary, Równia, Strwiążek, Teleśnica Oszwarowa, Ustjanowa Dolna, Ustjanowa Górna[15] i Zadwórze;
    - 3 obręby geodezyjne: Daszówka, Sokole i Teleśnica Sanna.

  - Wołkowyja –
    - 11 sołectw: Berezka, Bereźnica Wyżna, Bukowiec, Górzanka, Myczków, Polańczyk, Terka, Werlas, Wola Matiaszowa, Wołkowyja (Wołkowyja i Rybne) i Zawóz;
    - 8 obrębów ewidencyjnych: Horodek, Polanki, Radziejowa, Rajskie, Sakowczyk, Studenne, Tyskowa i Wola Górzańska.

## Likwidacja powiatu (1975)
Powiat bieszczadzki przetrwał dwa lata i siedem miesięcy. Reforma administracyjna w 1975 roku wprowadziła dwustopniowy podział administracyjny kraju, przez co zlikwidowano powiaty. Całe terytorium powiatu bieszczadzkiego znalazło się w 1 czerwca 1975 w województwie krośnieńskim.
Gminy Ropienka, Tarnawa Górna i Wołkowyja zniesiono 1 lutego 1977, wtedy też powstały gminy Solina i Zagórz oraz miasto Zagórz.